# プルーフ・オブ・ステーク
プルーフ・オブ・ステーク（Proof-of-stake、PoS）は暗号通貨のブロックチェーンネットワークによる分散型コンセンサスの達成を目的とするアルゴリズムの一種。PoSベースの暗号通貨では次のブロックの作成者はランダム選択と資産または年齢（例：ステーク〈掛け金〉）の様々な組み合わせを通して選ばれる。対照的にプルーフ・オブ・ワーク（PoW）ベースの暗号通貨（ビットコインなど）のアルゴリズムはトランザクションの検証と新たなブロックを作成（例：マイニング）するために複雑な暗号パズルを解読した参加者に報酬を与える。

## ブロック選択方法の種類
プルーフ・オブ・ステークはブロックチェーンの次の有効なブロックを定義する方法が必要となる。アカウント残高による選択は最もリッチなメンバー1人が恒久的なアドバンテージを得ることから、望ましくない集権化をもたらす。その代わりにいくつかの異なる選択方法が考案された。

### ランダム化
Cardano（ADA）（Ouroboros: A Provably Secure Proof-of-Stake Blockchain Protocol参照）とネクスト（Nxt）とブラックコインは、ステークの規模と組み合わせて最も低いハッシュ値を探す公式を使用することで次の生成者を予測するランダム化を使用している 。ステークは公開されているため、各ノードは合理的な精度で次にどのアカウントがブロックをフォージ（鋳造）する権利を得られるかを予測できる。

### コイン年齢
ピアコイン（初めてプルーフ・オブ・ステークを採用した暗号通貨）のプルーフ・オブ・ステークシステムは「コイン年齢（coin age）」（各コインの保持日数の総和に由来する数）の概念をランダム化と組み合わせたものである。
少なくとも30日間使われていないコインは次のブロックへの競争を始める。より古く大きいコイン群は次のブロックを署名する確率が高まる。しかしながら、一度コインのステークがブロックのサインに使用されたら、彼らは「コイン年齢」がゼロから始めなければならない。従って、別のブロックへサインするまで少なくとも30日間以上は待つことになる。また、かなり古いまたはかなり大規模なステークのコレクションがブロックチェーンを占めるのを防ぐために次のブロックを発見する確率は90日後には最大に達する。
このプロセスはネットワークをセキュアし大きな計算能力を消費せずに時間をかけて徐々に新たなコインを生成する 。ピアコインの開発者はこれにより集中化したマイニングプールの必要性がないためにネットワークへの悪意ある攻撃をより困難にしており、コインの半分以上を購入するのはプルーフ・オブ・ワークでのハッシュパワーの51%を獲得するよりコストが高くなる可能性が高いという事実を主張している。
Orbsは同様のプロセスを採用しつつも、ブロックリーダーだけでなくコミッティー全体を選出するような仕組みを導入している。さらに各ノードの保有するトークンの数だけでなく、ノード同士の評価をもとにブロックのバリデーターを決定する。

## 利点
プルーフ・オブ・ステークの通貨は電力使用に依存するプルーフ・オブ・ワークよりコストの面で数千倍効率がいいとされている。ビットコインのマイニング企業のオペレーターによれば、2014年の電力消費は1ビットコインにつきトータルで240kWhだった（炭素生成の面で16ガロンのガソリンを燃焼した場合に等しい）。更に、これらの電力コストは殆ど非暗号通貨で支払われることで、継続的な価格の下方圧力をもたらす。
ブロック生成者のインセンティブも異なっている。プルーフ・オブ・ワークでは生成者はマイニングした通貨を全く所有しない可能性がある。マイナーのインセンティブは自身の利益を最大化することのみであった。この格差がセキュリティリスクを向上させるのか低下させるのかは明確ではない 。プルーフ・オブ・ステークではこれらのコインを「守護」する人間は常にコインを所持する（しかし一部の暗号通貨は他のノードへのステークパワーの貸与を許可または強制している）。

## 批判
一部の著者 はプルーフ・オブ・ステークは分散型コンセンサスプロトコルにとっての理想的な選択肢ではないと主張した。PoSの課題の一つである「Nothing at stake」問題は（コンセンサスが失敗した場合）ブロック生成者が複数のブロックチェーン履歴に投票していても何も失わないことでコンセンサスが解決することを妨げる。プルーフ・オブ・ワークシステムとは異なり、複数のチェーンで作業するコストがほとんどかからないことで、 誰でもこの問題を悪用し、「無料で」二重支出（ブロックチェーン再編成の場合）を試みることが出来る。
多くがこれらの問題の解決を試みた:
- Cardano（ADA）は、Ouroboros Genesis: Composable Proof-of-Stake Blockchains with Dynamic Availability（参照）にて、新しいPoSベースのプロトコル「Ouroboros Genesis」を提案した。これは、最新の暗号的に安全なPoSベースのブロックチェーンプロトコルの1つを新しいチェーン選択ルールに適合させる。このルールにより、新規またはオフラインの関係者は、チェックポイントなどの信頼できるアドバイスや過去の可用性に関する仮定なしに、安全に（再）参加し、ジェネシスブロックからブロックチェーンをブートストラップできる。このようなブロックチェーンプロトコルは「ジェネシスからブートストラップ」できると表現される。
- イーサリアムはブロックチェーンの複数の枝のトップを鋳造したチーターをユーザーが「罰する」ことができる「スラッシャー・プロトコル」を提案した[17] この提案ではフォークを作成するために二重署名を行わなければならないと仮定し、仮にステークを所持せずにフォークを作成すれば罰せられる。しかしながら、スラッシャーは採用されることはなかった。イーサリアムの開発者はプルーフ・オブ・ステークは「非自明」だと結論づけた[18] 。その代わりにイーサリアムは「Ethash」と呼ばれるプルーフ・オブ・ワークのアルゴリズムを設計した[19] 。それは別のPoSプロトコル「CASPER」に置き換えられる予定である。
- ピアコインは中心的なブロードキャストチェックポイントを使用している（開発者の秘密鍵で署名されている）。最後に知られたチェックポイントよりも深いブロックチェーンの再編成は許可されない。開発者がブロックチェーンを制御する中央集権という点でトレードオフとなる。
- ネクストのプロトコルは最後の720ブロックの再編成のみを許可する[20] 。しかし、これは問題をリスケールするだけであった:最も高いブロックチェーンかどうかにかかわらずクライアントは721ブロックのフォークをフォローしコンセンサスを妨げる可能性がある。
- 「プルーフ・オブ・バーン」と「プルーフ・オブ・ステーク」のハイブリッド。チェックポイントとして機能するプルーフ・オブ・バーンのブロックはより高い報酬を持ち、トランザクションを含まずよりセキュアで互いとPoSチェーンの両方を繋ぐがより高価である。
- デクリッドはプルーフ・オブ・ワークとプルーフ・オブ・ステークのハイブリッドである。 PoSはPoWのマイナーのマイニングブロックと第二の認証メカニズムとして動作するPoSを用いることでnothing-at-stake問題の解決を目指す「プルーフ・オブ・アクティビティ」に基づくPoWのタイムスタンプに依存する拡張部分である[21]。

統計シミュレーションでは複数のチェーンでの同時鋳造は可能であるばかりか利益が出ると示されたが、プルーフ・オブ・ステークの支持者はこれまでに書かれた攻撃シナリオの殆どは理論的なものであるため不可能か予測できないものと考えている。

## 関連リンク
- プルーフ・オブ・ワークシステム
- ビットコイン